# Krossöxl
Krossöxl är en bergstopp i republiken Island. Den ligger i regionen Västlandet, 50 km norr om huvudstaden Reykjavík. Toppen på Krossöxl är 412 meter över havet, eller 65 meter över den omgivande terrängen. Bredden vid basen är 2,1 km.
Trakten runt Krossöxl är nära nog obefolkad, med mindre än två invånare per kvadratkilometer. Närmaste större samhälle är Borgarnes, omkring 19 kilometer väster om Krossöxl. Trakten runt Krossöxl består i huvudsak av gräsmarker.